# Credimi ancora
Credimi ancora – singiel włoskiego piosenkarza Marco Mengoniego napisany przez niego samego we współpracy z Stellą Fabiani oraz Piero i Massimo Calabresami, wydany w lutym 2010 roku i promujący drugi minialbum artysty zatytułowany Re matto.
Mengoni zaśpiewał utwór podczas 60. Festiwalu Piosenki Włoskiej w San Remo, na którym zajął ostatecznie trzecie miejsce. 
Singiel zadebiutował na trzecim miejscu włoskiej listy przebojów i uzyskał certyfikat platynowej płyty w kraju za wynik ponad 30 tys. sprzedanych egzemplarzy.
W marcu premierę miał oficjalny teledysk do utworu, którego reżyserem został Gaetano Morbioli.

## Lista utworów
Digital download
1. „Credimi ancora” – 3:58

## Notowania na listach przebojów
| Kraj   | Lista (2010)  | Najwyższe miejsce |
| ------ | ------------- | ----------------- |
| Włochy | Album Top 100 | 3                 |